# Svoboda (1896–1898)
Svoboda je bil strokovni list slovenskih železničarjev.
Svoboda je bil socialnodemokratski mesečnik, prvi strokovni list slovenskih železničarjev. Izhajal je v letih 1896−1898 na Dunaju in Trstu s podnaslovom Glasilo slovenskih prometnih služabnikov in obrtnih delavcev; skupaj s tednikom Delavec (izhajal 1897-1898 v Trstu) je utemeljevala in širila program Jugoslovanske socialnodemokratske stranke. Uredniki so bili Jože Zavertnik, Ludvik Zadnik in Rok Drofenik. Zaradi velikih stroškov in sporov med socialdemokrati so Etbin Kristan, Jože Zavertnik in Josip Kopač zasnovali svoj program in 1898 nov, modernejši časopis Rdeči prapor. Svoboda je nato prenehala izhajati.